# Gabriel Byrne
Gabriel James Byrne (Dublin, 12 mei 1950) is een Iers acteur. Hij won onder meer een Golden Globe voor zijn rol in de televisieserie In Treatment (2008).

## Biografie
Byrne is de oudste telg van een gezin met zes kinderen en is opgegroeid in een katholieke familie en kreeg zijn opleiding bij de Christelijke Broeders van Ierland. Hij studeerde archeologie en taalkunde in Dublin. Hij had – en heeft – een grote passie voor de Ierse taal. Vervolgens studeerde hij aan het Abbey Theatre in de Ierse hoofdstad en aan het Royal Court in Londen. Zijn eerste filmrol vertolkte hij in 1981 in de film Excalibur. In de jaren tachtig verhuisde hij naar de Verenigde Staten en in 1990 kreeg hij de hoofdrol in Miller's Crossing. Zijn doorbraak kwam dankzij de misdaadfilm The Usual Suspects uit 1995.
In 2001 publiceerde hij zijn autobiografie Pictures in My Head.
Byrne is getrouwd geweest met actrice Ellen Barkin.

## Filmografie
- Excalibur (1981)
- Hanna K. (1983)
- The Keep (1983)
- Defence of the Realm (1985)
- Gothic (1986)
- Lionheart (1987)
- Diamond Skulls (1989)
- Shipwrecked (1990)
- Miller's Crossing (1990)
- Into the West (1992)
- Cool World (1992)
- A Dangerous Woman (1993)
- Point of No Return (1993)
- Trial by Jury (1994)
- Little Women (1994)
- Dead Man (1995)
- The Usual Suspects (1995)
- Mad Dog Time (1996)
- This Is the Sea (1997)
- The End of Violence (1997)
- The Brylcreem Boys (1997)
- Smilla's Sense of Snow (1997)
- Polish Wedding (1998)
- The Man in the Iron Mask (1998)
- Quest for Camelot (1998) (voice)
- Enemy of the State (1998)
- Stigmata (1999)
- End of Days (1999)
- Spider (2002)
- Ghost Ship (2002)
- Shade (2003)
- Vanity Fair (2004)
- P.S. (2004)
- The Bridge of San Luis Rey (2004)
- Assault on Precinct 13 (2005)
- Wah-Wah (2005)
- Jindabyne (2006)
- Emotional Arithmetic (2007)
- Butte, America (2009)
- Leningrad (2009)
- Le Capital (2012)
- I, Anna (2012)
- Le temps de L'aventure (2013)
- All Things to All Men (2013)
- Vikings (2013)
- Vampire Academy (2014)
- The 33 (2014)
- Nadie quiere la noche (2015)
- Louder than Bombs (2015)
- Hereditary (2018)
- The Boy, the Mole, the Fox and the Horse (2022, stem)
- Ballerina (2025)

## Prijzen
- 2008 - Golden Globe
  - Beste acteur in een dramaserie (In Treatment)
- 1987 - International Fantasy Film Award
  - Beste acteur (Gothic)
- 1979 - Jacob's Award
  - Beste acteur in een dramatische televisieserie (Bracken)
- 1995 - National Board of Review Award
  - Beste cast (The Usual Suspects)

- Bibsys: 99002059
- Biblioteca Nacional de España: XX1096922
- Bibliothèque nationale de France: cb140278241 (data)
- Catàleg d'autoritats de noms i títols de Catalunya: 981058511400206706
- CiNii: DA13234296
- Gemeinsame Normdatei: 120459205
- International Standard Name Identifier: 0000 0000 8159 201X
- Library of Congress Control Number: n92004088
- Nationale Bibliotheek van Letland: 000318580
- MusicBrainz: d41c98fa-d3b8-4b89-9761-ca7211418856
- Nationale Bibliotheek van Tsjechië: xx0044865
- Nationale Bibliotheek van Israël: 987007432528205171
- Nationale Bibliotheek van Polen: a0000001684454
- Nederlandse Thesaurus van Auteursnamen: 073386758
- SNAC: w6vx17jb
- Système universitaire de documentation: 074161474
- Virtual International Authority File: 79173060
- WorldCat: E39PBJcGjdTbPh3bQGkRt96tKd